# 虚数
虚数（きょすう、英: imaginary number）とは、実数ではない複素数のことである。すなわち、虚数単位 i = √−1 を用いて表すと、
z = a + bi（a, b は実数、b ≠ 0）
と表される数のことである。
実数直線上にはないため、感覚的には存在しない数ととらえられがちであるが、実数の対、実二次正方行列、多項式環の剰余環の元として実現できる（複素数#形式的構成を参照）。
複素数平面上では、虚数全体は複素数平面から実軸を除いた部分である。

## 語源
実係数の三次方程式を解の公式により解くと、相異なる3個の実数解をもつ場合、虚数の立方根が現れ、係数の加減乗除と冪根だけでは表せない（還元不能）。虚数はこの過程で認識されるようになった。ルネ・デカルトは1637年に、複素数の虚部を 仏: "nombre imaginaire"（「想像上の数」）と名付けた。

### 漢訳
「虚数」と訳したのは、1873年の中国数学書『代数術』（John Fryer（zh:傅兰雅）, 華蘅芳著）である。
日本では、東京数学物理学会が1885年に記事で "Impossible or Imaginary Quantity" を「虚数」と訳している。
ただし、「虚数」と訳されている英語の "imaginary number" は、しばしば「2乗した値が 0 以下の実数になる複素数」を意味する場合がある。

## 用語について
虚数とは、実数でない複素数のことである。すなわち、虚数単位 i = √−1 を用いると
a + bi（a, b は実数、b ≠ 0）
と表せる数のことである。特に、実部が 0 である虚数を純虚数という。
英語の "imaginary number" はふつうは虚数を意味するが、これはしばしば「2乗した値が 0 以下の実数になる複素数」を表すことがある。この定義によれば、複素数 z に対して、
z2 = −y2 (y ≥ 0)
ならば、(z + yi)(z − yi) = 0, ∴ z = ±yi。ゆえに、この意味での imaginary number とは、0 または純虚数 (imaginary number) である。

## 複素数平面における虚数

複素数平面において、純虚数は虚軸上の原点を除く部分にある。

実数直線を拡張した複素数平面では、純虚数は、虚軸上の原点を除く部分の点である。虚数は、実数と純虚数の線型結合である。虚数全体は複素数平面から実軸を除いた部分である。
虚数の導入により、cos θ + i sin θ を作用させることは、複素数平面上での、原点を中心とする θ 回転に相当する。i2 = −1 より、虚数単位 i は、複素数平面上では、実数単位 1 を原点中心に 90° 回転した位置にある。

## 虚数の大小
虚数に通常の大小関係を入れることはできない。つまり、複素数体 C は順序体でない。
（証明）
背理法で示す。
虚数単位 i と実数の間に、+, × と両立する全順序があると仮定する。
i2 = −1 より、i ≠ 0
∴ i > 0 or i < 0
i > 0 ならば、両辺に i を掛けると、−1 > 0 となり矛盾。
i < 0 ならば、両辺に i を掛けると、−1 > 0 となり矛盾。
故に i と実数の間に通常の大小関係はない。
故に、虚数にも通常の大小関係はない。（証明終）
辞書式順序は全順序であるが、複素数に入れると +, × と両立しない。

## 応用
通常は、様々なデータの表現に実数が用いられることが多い。しかし人の数を数えるのには役に立たない分数も石の大きさを比べるのには役立つし、物体の重量を記述するには役に立たない負の数も借金の額を表すのには不可欠である。同様に、信号処理、制御理論、電磁気学、量子力学、地図学等の分野を記述する際には虚数が必要となる。

### 電子工学
電子工学では、電池の生み出す直流電圧は+12ボルトや−12ボルト等と実数で表すが、家庭用の交流電圧を表すには2つのパラメータが必要となる。1つは、120ボルト等という振幅で、もう1つが位相と呼ばれる角である。このような2次元の値は数学的には平面ベクトルか複素数で表される。ベクトル表現では、直交座標系は通常X成分とY成分で表される。一方、フェーザ表示と呼ばれる複素数表現では、2つの値は実部、虚部となる。例えば実部が 0 で虚部が 120 の純虚数は、位相が90度で120ボルトの電圧を意味する。
電気関連の分野において i は電流を表すため、虚数単位にはj が使われる。

### コンピュータプログラミング
いくつかのプログラミング言語は複素数を扱うことができる。例えば、Pythonでは虚数単位に j を用いて次のように記述する（1行目の記号 > は入力であることを示すプロンプトであって、式の一部ではない。また、* は掛け算を表す記号である）。
```
>>> (5+2j) * (8+5j)
(30+41j)
```

MATLAB での例:
```
>> (5+2j) * (8+5j)
ans =
  30.0000 +41.0000i
>> (5+i*2) * (8+5j)
ans =
  30.0000 +41.0000i
```

## 教育
数学教育において、虚数はしばしば二次方程式の解として導入される。その際、虚数の導入はいくつかの段階に分けて行われる。まず二次方程式において負数の平方根が現れ得ることをみとめ、負数の平方根を表す数として虚数を導入する。そして実数に虚数単位を加えた集合を考え、その場合にも実数と同様に加法と乗法について閉じていることを確認する。

## 歴史
虚数を発見したのはカルダーノで、1545年の代数の本には、数「10」を、和が 10 かつ積が 40 である2数の組に分ける問題が載せられている。
この問題を現代的に書き下すと、次のような連立方程式になる。
{\displaystyle {\begin{cases}\;\,\displaystyle (x,y)\in \mathbb {C} ^{2}\\\;\,\displaystyle x+y=10\\\;\,\displaystyle xy=40\\\end{cases}}}
なる組 (x,y) を求めよ。
根と係数の関係を用いて解くと、
(x,y) は t(∈ℂ) に関する二次方程式
{\displaystyle t^{2}-10t+40=0}
の2解の組である。
{\displaystyle \Leftrightarrow (x,y)=(5\pm {\sqrt {15}}i,5\mp {\sqrt {15}}i).\;\blacksquare }

カルダーノは、この問題は不可能だが、形式的に解を求めれば
5 + √−15 と 5 − √−15
の2つであると書いている。
同じイタリアのラファエル・ボンベリは、1572年の代数の本で、三次方程式 x3 = 15x + 4 を、カルダーノが発見した解の公式で解くと
{\displaystyle x={\sqrt[{3}]{2+11{\sqrt {-1}}}}+{\sqrt[{3}]{2-11{\sqrt {-1}}}}}
という奇妙な式になることに気付いた。この三次方程式の解が 4, −3 + √3, −3 − √3 であることを知っていたボンベリは
{\displaystyle {\sqrt[{3}]{2+11{\sqrt {-1}}}}=2+{\sqrt {-1}}}
{\displaystyle {\sqrt[{3}]{2-11{\sqrt {-1}}}}=2-{\sqrt {-1}}}
となることを発見し、カルダーノの解の公式から導かれる解が実数 x = 4 を表すことを実証した。
しかし、当時は 0 や負の数ですら架空のもの、役に立たないものと考えられており、負の数の平方根である虚数はなおさらであった。ルネ・デカルトも虚数を否定的にとらえ、1637年の著書『La Géométrie（幾何学）』で初めて 仏: "nombre imaginaire"（「想像上の数」）と名付けた。これが英語の "imaginary number"、日本語の「虚数」の語源になった。
その後、オイラーによる虚数単位 i = √−1 の導入（1770年頃）、ガウスによる複素数平面の導入（1831年公表）、代数学の基本定理の証明（1799年）を経て、徐々に多くの数学者、人々に受け入れられるようになった。
1843年にウィリアム・ローワン・ハミルトンは、複素数平面にもう一つの虚数単位を添加して3次元に拡張することを試みた結果、全部で3個の虚数単位を添加して得られる四元数の集合が自然な体系であることを発見した。

## 虚数単位の性質
虚数単位 i の整数乗 in は、整数 n を 4 で割った余りを n mod 4 で表すことにすると、次のように簡潔に表現できる：
{\displaystyle i^{\,n}=i^{\ n\,{\bmod {\,}}4}}
すなわち、k を整数として次が成り立つ。
{\displaystyle {\begin{array}{lcl}i^{\,4k}&=&1\\i^{\,4k+1}&=&i\\i^{\,4k+2}&=&-1\\i^{\,4k+3}&=&-i\end{array}}}